# Norvégia a 2012. évi nyári olimpiai játékokon
Norvégia a nagy-britanniai Londonban megrendezett 2012. évi nyári olimpiai játékok egyik részt vevő nemzete volt. Az országot az olimpián 15 sportágban 64 sportoló képviselte, akik összesen 4 érmet szereztek.

## Érmesek
| Érem  | Versenyző | Sportág      | Versenyszám              |
| ----- | --- | ------------ | ------------------------ |
| Arany | Eirik Verås Larsen | Kajak-kenu   | Férfi kajak egyes 1000 m |
| Arany | Nemzeti válogatott Kari Aalvik Grimsbø Ida Alstad Karoline Dyhre Breivang Marit Malm Frafjord Camilla Herrem Kari Mette Johansen Amanda Kurtović Heidi Løke Kristine Lunde-Borgersen Katrine Lunde Karoline Næss Tonje Nøstvold Linn-Kristin Riegelhuth Koren Gøril Snorroeggen Linn Jørum Sulland | Kézilabda    | Női                      |
| Ezüst | Bartosz Piasecki | Vívás        | Férfi párbajtőr, egyéni  |
| Bronz | Alexander Kristoff | Kerékpározás | Férfi mezőnyverseny      |

## Atlétika
Férfi
| Versenyző           | Versenyszám     | Selejtező | Selejtező | Selejtező | Előfutam | Előfutam | Előfutam | Elődöntő | Elődöntő | Elődöntő | Döntő   | Döntő    |
| Versenyző           | Versenyszám     | Idő       | Hely.     | Össz.     | Idő      | Hely.    | Össz.    | Idő      | Hely.    | Össz.    | Idő     | Helyezés |
| ------------------- | --------------- | --------- | --------- | --------- | -------- | -------- | -------- | -------- | -------- | -------- | ------- | -------- |
| Jaysuma Saidy Ndure | 100 m           | kiemelt   | kiemelt   | kiemelt   | 10,28    | 4.       | 30.      | kiesett  | kiesett  | kiesett  | kiesett | kiesett  |
| Jaysuma Saidy Ndure | 200 m           |           |           |           | 20,52    | 3.       | 8.*      | 20,42    | 4.       | 9.*      | kiesett | kiesett  |
| Henrik Ingebrigtsen | 1500 m          |           |           |           | 3:41,33  | 4.       | 22.      | 3:43,26  | 5.       | 18.      | 3:35,43 | 5.       |
| Urige Buta          | Maraton         |           |           |           |          |          |          |          |          |          | 2:17:58 | 36.      |
| Erik Tysse          | 20 km gyaloglás |           |           |           |          |          |          |          |          |          | 1:21:00 | 14.      |
| Trond Nymark        | 50 km gyaloglás |           |           |           |          |          |          |          |          |          | 3:48:37 | 21.      |

| Versenyző           | Versenyszám   | Selejtező | Selejtező | Döntő    | Döntő    |
| Versenyző           | Versenyszám   | Eredmény  | Helyezés  | Eredmény | Helyezés |
| ------------------- | ------------- | --------- | --------- | -------- | -------- |
| Eivind Henriksen    | Kalapácsvetés | 74,62 m   | 13.       | kiesett  | kiesett  |
| Andreas Thorkildsen | Gerelyhajítás | 84,47 m   | 2.        | 82,63 m  | 6.       |

Női
| Versenyző                 | Versenyszám | Selejtező | Selejtező | Selejtező | Előfutam   | Előfutam   | Előfutam   | Elődöntő | Elődöntő | Elődöntő | Döntő   | Döntő    |
| Versenyző                 | Versenyszám | Idő       | Hely.     | Össz.     | Idő        | Hely.      | Össz.      | Idő      | Hely.    | Össz.    | Idő     | Helyezés |
| ------------------------- | ----------- | --------- | --------- | --------- | ---------- | ---------- | ---------- | -------- | -------- | -------- | ------- | -------- |
| Ezinne Okparaebo          | 100 m       | kiemelt   | kiemelt   | kiemelt   | 11,14      | 4.         | 17.*       | 11,10    | 4.       | 10.      | kiesett | kiesett  |
| Ezinne Okparaebo          | 200 m       |           |           |           | 23,30      | 5.         | 31.        | kiesett  | kiesett  | kiesett  | kiesett | kiesett  |
| Ingvill Måkestad Bovim    | 1500 m      |           |           |           | nem indult | nem indult | nem indult | kiesett  | kiesett  | kiesett  | kiesett | kiesett  |
| Karoline Bjerkeli Grøvdal | 5000 m      |           |           |           | 15:24,86   | 13.        | 27.        | kiesett  | kiesett  | kiesett  | kiesett | kiesett  |
| Christina Vukicevic       | 100 m gát   |           |           |           | nem indult | nem indult | nem indult | kiesett  | kiesett  | kiesett  | kiesett | kiesett  |

| Versenyző          | Versenyszám | Selejtező  | Selejtező  | Döntő    | Döntő    |
| Versenyző          | Versenyszám | Eredmény   | Helyezés   | Eredmény | Helyezés |
| ------------------ | ----------- | ---------- | ---------- | -------- | -------- |
| Tonje Angelsen     | Magasugrás  | 185 cm     | 28.        | kiesett  | kiesett  |
| Margrethe Renstrøm | Távolugrás  | nem indult | nem indult | kiesett  | kiesett  |

| Versenyző     | Versenyszám | 100 m gát | 100 m gát | Magasugrás | Magasugrás | Súlylökés | Súlylökés | 200 m | 200 m | Távolugrás | Távolugrás | Gerelyhajítás | Gerelyhajítás | 800 m   | 800 m | Végeredmény | Végeredmény |
| Versenyző     | Versenyszám | Idő       | Pont      | Eredmény   | Pont       | Eredmény  | Pont      | Idő   | Pont  | Eredmény   | Pont       | Eredmény      | Pont          | Idő     | Pont  | Pont        | Helyezés    |
| ------------- | ----------- | --------- | --------- | ---------- | ---------- | --------- | --------- | ----- | ----- | ---------- | ---------- | ------------- | ------------- | ------- | ----- | ----------- | ----------- |
| Ida Marcussen | Hétpróba    | 14,08     | 967       | 168 cm     | 830        | 14,26 m   | 811       | 25,15 | 873   | 582 cm     | 795        | 42,26 m       | 711           | 2:13,62 | 912   | 5846        | 28.         |

* - egy másik versenyzővel azonos eredményt ért el

## Birkózás

### Férfi
Kötöttfogású

| Versenyző        | Versenyszám | Selejtező         | Nyolcaddöntő                       | Negyeddöntő       | Elődöntő          | Vigaszág első kör | Vigaszág elődöntő | Bronz- mérkőzés   | Döntő             | Helyezés |
| Versenyző        | Versenyszám | Ellenfél Eredmény | Ellenfél Eredmény                  | Ellenfél Eredmény | Ellenfél Eredmény | Ellenfél Eredmény | Ellenfél Eredmény | Ellenfél Eredmény | Ellenfél Eredmény | Helyezés |
| ---------------- | ----------- | ----------------- | ---------------------------------- | ----------------- | ----------------- | ----------------- | ----------------- | ----------------- | ----------------- | -------- |
| Stig André Berge | 60 kg       | erőnyerő          | Həsən Əliyev (AZE) · 0-1, 1-0, 0-2 | kiesett           | kiesett           |                   |                   |                   |                   | 13.      |

## Evezés
Férfi

| Versenyző                    | Versenyszám              | Előfutam | Előfutam | Vigaszág | Vigaszág | Negyeddöntő | Negyeddöntő | Elődöntő | Elődöntő | Elődöntő | Döntő | Döntő   | Döntő | Helyezés |
| Versenyző                    | Versenyszám              | Idő      | Hely.    | Idő      | Hely.    | Idő         | Hely.       | Típus    | Idő      | Hely.    | Típus | Idő     | Hely. | Helyezés |
| ---------------------------- | ------------------------ | -------- | -------- | -------- | -------- | ----------- | ----------- | -------- | -------- | -------- | ----- | ------- | ----- | -------- |
| Olaf Tufte                   | Egypárevezős             | 7:00,90  | 2.       |          |          | 6:55,36     | 3.          | A/B      | 7:35,31  | 6.       | B     | 7:18,15 | 3.    | 9.       |
| Kjetil Borch Nils Jakob Hoff | Kétpárevezős             | 6:16,31  | 1.       |          |          |             |             | A/B      | 6:22,88  | 4.       | B     | 6:20,82 | 1.    | 7.       |
| Kristoffer Brun Are Strandli | Könnyűsúlyú kétpárevezős | 6:34,00  | 2.       |          |          |             |             | A/B      | 6:39,59  | 4.       | B     | 6:32,82 | 3.    | 9.       |

## Íjászat
Férfi

| Versenyző    | Versenyszám | Selejtező | Selejtező | 64-es főtábla                    | 32-es főtábla                 | Nyolcaddöntő                       | Negyeddöntő       | Elődöntő          | Döntő             | Helyezés |
| Versenyző    | Versenyszám | Pont      | Kiemelés  | Ellenfél Eredmény                | Ellenfél Eredmény             | Ellenfél Eredmény                  | Ellenfél Eredmény | Ellenfél Eredmény | Ellenfél Eredmény | Helyezés |
| ------------ | ----------- | --------- | --------- | -------------------------------- | ----------------------------- | ---------------------------------- | ----------------- | ----------------- | ----------------- | -------- |
| Bård Nesteng | Egyéni      | 669       | 21.       | Kikucsi Hideki (JPN) (44.) · 6-5 | Jacob Wukie (USA) (12.) · 6-2 | Furukava Takaharu (JPN) (5.) · 2-6 | kiesett           | kiesett           | kiesett           | 9.       |

## Kajak-kenu

### Síkvízi
Férfi

| Versenyző          | Versenyszám        | Előfutam | Előfutam | Előfutam | Elődöntő | Elődöntő | Elődöntő | Döntő | Döntő    | Döntő    |
| Versenyző          | Versenyszám        | Idő      | Hely.    | Össz.    | Idő      | Hely.    | Össz.    | Típus | Idő      | Helyezés |
| ------------------ | ------------------ | -------- | -------- | -------- | -------- | -------- | -------- | ----- | -------- | -------- |
| Eirik Verås Larsen | Kajak egyes 1000 m | 3:31,288 | 3.       | 7.       | 3:29,547 | 2.       | 2.       | A     | 3:26,462 |          |

Női

| Versenyző         | Versenyszám       | Előfutam | Előfutam | Előfutam | Elődöntő | Elődöntő | Elődöntő | Döntő   | Döntő   | Döntő    |
| Versenyző         | Versenyszám       | Idő      | Hely.    | Össz.    | Idő      | Hely.    | Össz.    | Típus   | Idő     | Helyezés |
| ----------------- | ----------------- | -------- | -------- | -------- | -------- | -------- | -------- | ------- | ------- | -------- |
| Mira Verås Larsen | Kajak egyes 500 m | 1:55,923 | 5.       | 15.      | 1:57,354 | 6.       | 18.      | kiesett | kiesett | kiesett  |

## Kerékpározás

### Hegyi-kerékpározás
| Versenyző              | Versenyszám      | Idő           | Helyezés      |
| ---------------------- | ---------------- | ------------- | ------------- |
| Gunn Rita Dahle-Flesjå | Női terepverseny | nem ért célba | nem ért célba |

### Országúti kerékpározás
Férfi

| Versenyző            | Versenyszám   | Idő                 | Helyezés      |
| -------------------- | ------------- | ------------------- | ------------- |
| Vegard Stake Laengen | Mezőnyverseny | 5:46:37 (+0:40)     | 76.           |
| Alexander Kristoff   | Mezőnyverseny | 5:46:05 (+0:08)     |               |
| Lars Petter Nordhaug | Mezőnyverseny | 5:46:05 (+0:08)     | 24.           |
| Edvald Boasson Hagen | Mezőnyverseny | nem ért célba       | nem ért célba |
| Edvald Boasson Hagen | Időfutam      | 54:30,87 (+3:51,33) | 13.           |

Női

| Versenyző     | Versenyszám   | Idő        | Helyezés   |
| ------------- | ------------- | ---------- | ---------- |
| Emilie Moberg | Mezőnyverseny | lekörözték | lekörözték |

## Kézilabda

### Női
| Norvég női kézilabdacsapat-játékoskeret | Norvég női kézilabdacsapat-játékoskeret |
| --- | --- |
| - Ida Alstad - Kristine Lunde-Borgersen - Karoline Dyhre Breivang - Marit Malm Frafjord - Kari Aalvik Grimsbø - Katrine Lunde - Camilla Herrem - Kari Mette Johansen | - Linn-Kristin Riegelhuth Koren - Amanda Kurtović - Heidi Løke - Karoline Næss - Tonje Nøstvold - Gøril Snorroeggen - Linn Jørum Sulland - Szövetségi kapitány: Þórir Hergeirsson |

#### Eredmények
Csoportkör
B csoport
| Csapat              | M | Gy | D | V | G+  | G–  | Gk  | P |
| ------------------- | - | -- | - | - | --- | --- | --- | - |
| Franciaország (FRA) | 5 | 4  | 1 | 0 | 125 | 103 | +22 | 9 |
| Dél-Korea (KOR)     | 5 | 3  | 1 | 1 | 136 | 130 | +6  | 7 |
| Spanyolország (ESP) | 5 | 3  | 1 | 1 | 119 | 114 | +5  | 7 |
| Norvégia (NOR)      | 5 | 2  | 1 | 2 | 118 | 120 | −2  | 5 |
| Dánia (DEN)         | 5 | 1  | 0 | 4 | 113 | 121 | −8  | 2 |
| Svédország (SWE)    | 5 | 0  | 0 | 5 | 108 | 131 | −23 | 0 |

| 2012. július 28. 21:15 (22:15) | Norvégia (NOR) | 23–24       | Franciaország (FRA) | Copper Box, London Nézőszám: 3968 Játékvezetők: Krstić, Ljubić (SLO) |
| 2012. július 28. 21:15 (22:15) | Alstad 5       | (12–17)     | Baudouin, Signaté 5 | Copper Box, London Nézőszám: 3968 Játékvezetők: Krstić, Ljubić (SLO) |
| 2012. július 28. 21:15 (22:15) | 2× 3×          | Jegyzőkönyv | 5× 4× 1×            | Copper Box, London Nézőszám: 3968 Játékvezetők: Krstić, Ljubić (SLO) |

| 2012. július 30. 21:15 (22:15) | Svédország (SWE) | 21–24       | Norvégia (NOR)   | Copper Box, London Nézőszám: 4459 Játékvezetők: Coulibaly, Diabate (CIV) |
| 2012. július 30. 21:15 (22:15) | Torstenson 6     | (9–14)      | Koren, Sulland 5 | Copper Box, London Nézőszám: 4459 Játékvezetők: Coulibaly, Diabate (CIV) |
| 2012. július 30. 21:15 (22:15) | 3× 3×            | Jegyzőkönyv | 3× 3×            | Copper Box, London Nézőszám: 4459 Játékvezetők: Coulibaly, Diabate (CIV) |

| 2012. augusztus 1. 9:30 (10:30) | Norvégia (NOR) | 27–27       | Dél-Korea (KOR) | Copper Box, London Nézőszám: 4178 Játékvezetők: Nacsevszki, Nikolov (MKD) |
| 2012. augusztus 1. 9:30 (10:30) | Sulland 11     | (13–15)     | három játékos 6 | Copper Box, London Nézőszám: 4178 Játékvezetők: Nacsevszki, Nikolov (MKD) |
| 2012. augusztus 1. 9:30 (10:30) | 3×             | Jegyzőkönyv | 3× 2×           | Copper Box, London Nézőszám: 4178 Játékvezetők: Nacsevszki, Nikolov (MKD) |

| 2012. augusztus 3. 21:15 (22:15) | Dánia (DEN) | 23–24       | Norvégia (NOR) | Copper Box, London Nézőszám: 4720 Játékvezetők: Horáček, Novotný (CZE) |
| 2012. augusztus 3. 21:15 (22:15) | Nørgaard 9  | (11–12)     | Løke 6         | Copper Box, London Nézőszám: 4720 Játékvezetők: Horáček, Novotný (CZE) |
| 2012. augusztus 3. 21:15 (22:15) | 2× 3×       | Jegyzőkönyv | 3×             | Copper Box, London Nézőszám: 4720 Játékvezetők: Horáček, Novotný (CZE) |

| 2012. augusztus 5. 19:30 (20:30) | Norvégia (NOR) | 20–25       | Spanyolország (ESP) | Copper Box, London Nézőszám: 4345 Játékvezetők: Krstić, Ljubić (SLO) |
| 2012. augusztus 5. 19:30 (20:30) | Koren 6        | (11–11)     | Alonso 7            | Copper Box, London Nézőszám: 4345 Játékvezetők: Krstić, Ljubić (SLO) |
| 2012. augusztus 5. 19:30 (20:30) | 4× 3×          | Jegyzőkönyv | 4× 3× 1×            | Copper Box, London Nézőszám: 4345 Játékvezetők: Krstić, Ljubić (SLO) |

Negyeddöntő
| 2012. augusztus 7. 10:00 (11:00) | Brazília (BRA) | 19–21       | Norvégia (NOR) | Copper Box, London Nézőszám: 4549 Játékvezetők: C. Bonaventura, J. Bonaventura (FRA) |
| 2012. augusztus 7. 10:00 (11:00) | Nascimento 5   | (13–9)      | Koren 5        | Copper Box, London Nézőszám: 4549 Játékvezetők: C. Bonaventura, J. Bonaventura (FRA) |
| 2012. augusztus 7. 10:00 (11:00) | 3× 3×          | Jegyzőkönyv | 1× 2×          | Copper Box, London Nézőszám: 4549 Játékvezetők: C. Bonaventura, J. Bonaventura (FRA) |

Elődöntő
| 2012. augusztus 9. 17:00 (18:00) | Norvégia (NOR) | 31–25       | Dél-Korea (KOR) | Basketball Arena, London Nézőszám: 9274 Játékvezetők: Gubica, Milošević (CRO) |
| 2012. augusztus 9. 17:00 (18:00) | Løke 8         | (18–15)     | Kvon Hanna 7    | Basketball Arena, London Nézőszám: 9274 Játékvezetők: Gubica, Milošević (CRO) |
| 2012. augusztus 9. 17:00 (18:00) | 2× 3×          | Jegyzőkönyv | 2× 3×           | Basketball Arena, London Nézőszám: 9274 Játékvezetők: Gubica, Milošević (CRO) |

Döntő
| 2012. augusztus 11. 20:30 (21:30) | Norvégia (NOR) | 26–23       | Montenegró (MNE) | Basketball Arena, London Nézőszám: 9739 Játékvezetők: C. Bonaventura, J. Bonaventura (FRA) |
| 2012. augusztus 11. 20:30 (21:30) | Sulland 10     | (13–10)     | K. Bulatović 10  | Basketball Arena, London Nézőszám: 9739 Játékvezetők: C. Bonaventura, J. Bonaventura (FRA) |
| 2012. augusztus 11. 20:30 (21:30) | 3× 3×          | Jegyzőkönyv | 6× 3× 1×         | Basketball Arena, London Nézőszám: 9739 Játékvezetők: C. Bonaventura, J. Bonaventura (FRA) |

| Csapat         | Helyezés |
| -------------- | -------- |
| Norvégia (NOR) |          |

## Lovaglás
Díjlovaglás

| Versenyző       | Ló     | Versenyszám | 1. kör | 1. kör | 2. kör  | 2. kör  | Döntő     | Döntő   | Végeredmény | Végeredmény |
| Versenyző       | Ló     | Versenyszám | 1. kör | 1. kör | 2. kör  | 2. kör  | Technikai | Művészi | Végeredmény | Végeredmény |
| Versenyző       | Ló     | Versenyszám | Pont   | Hely.  | Pont    | Hely.   | Pont      | Pont    | Pont        | Helyezés    |
| --------------- | ------ | ----------- | ------ | ------ | ------- | ------- | --------- | ------- | ----------- | ----------- |
| Siril Helljesen | Dorina | Egyéni      | 69,985 | 31.    | kiesett | kiesett | kiesett   | kiesett | kiesett     | kiesett     |

## Műugrás
Férfi

| Versenyző       | Versenyszám        | Selejtező | Selejtező | Elődöntő | Elődöntő | Döntő   | Döntő    |
| Versenyző       | Versenyszám        | Pont      | Helyezés  | Pont     | Helyezés | Pont    | Helyezés |
| --------------- | ------------------ | --------- | --------- | -------- | -------- | ------- | -------- |
| Amund Gismervik | Egyéni toronyugrás | 401,55    | 24.       | kiesett  | kiesett  | kiesett | kiesett  |

## Röplabda

### Strandröplabda

#### Férfi
| Versenyző                        | Csoportkör | Csoportkör | 16 közé jutásért  | Nyolcaddöntő                                                      | Negyeddöntő       | Elődöntő          | Döntő             | Helyezés |
| Versenyző                        | Ellenfél Eredmény | Hely.      | Ellenfél Eredmény | Ellenfél Eredmény                                                 | Ellenfél Eredmény | Ellenfél Eredmény | Ellenfél Eredmény | Helyezés |
| -------------------------------- | --- | ---------- | ----------------- | ----------------------------------------------------------------- | ----------------- | ----------------- | ----------------- | -------- |
| Tarjei Skarlund Martin Spinnangr | F csoport · Brazília (BRA) · Pedro Cunha · Ricardo Santos · 14-21, 18-21 · Kanada (CAN) · Josh Binstock · Martin Reader · 21-14, 21-18 · Nagy-Britannia (GBR) · John Garcia Thompson · Steve Grotowski · 22-20, 21-13 | 2.         |                   | Lettország (LAT) · Mārtiņš Pļaviņš – Jānis Šmēdiņš · 18-21, 16-21 | kiesett           | kiesett           | kiesett           | 9.       |

## Sportlövészet
Férfi

| Versenyző          | Versenyszám           | Selejtező | Selejtező | Döntő   | Döntő    |
| Versenyző          | Versenyszám           | Pont      | Helyezés  | Pont    | Helyezés |
| ------------------ | --------------------- | --------- | --------- | ------- | -------- |
| Are Hansen         | Légpuska              | 594       | 14.       | kiesett | kiesett  |
| Are Hansen         | Sportpuska, összetett | 1163      | 22.       | kiesett | kiesett  |
| Ole-Kristian Bryhn | Sportpuska, összetett | 1169      | 7.        | 1267,8  | 7.       |
| Odd Arne Brekne    | Sportpuska, fekvő     | 594       | 13.       | kiesett | kiesett  |
| Ole Magnus Bakken  | Sportpuska, fekvő     | 592       | 26.       | kiesett | kiesett  |
| Ole Magnus Bakken  | Légpuska              | 597       | 6.        | 691,5   | 8.       |
| Tore Brovold       | Skeet                 | 113       | 27.       | kiesett | kiesett  |

Női

| Versenyző        | Versenyszám           | Selejtező | Selejtező | Döntő   | Döntő    |
| Versenyző        | Versenyszám           | Pont      | Helyezés  | Pont    | Helyezés |
| ---------------- | --------------------- | --------- | --------- | ------- | -------- |
| Malin Westerheim | Légpuska              | 394       | 25.       | kiesett | kiesett  |
| Malin Westerheim | Sportpuska, összetett | 579       | 20.       | kiesett | kiesett  |

## Tollaslabda
| Versenyző   | Versenyszám | Csoportkör                                                                     | Csoportkör | Nyolcaddöntő      | Negyeddöntő       | Elődöntő          | Bronz- mérkőzés   | Döntő             | Helyezés |
| Versenyző   | Versenyszám | Ellenfél Eredmény                                                              | Hely.      | Ellenfél Eredmény | Ellenfél Eredmény | Ellenfél Eredmény | Ellenfél Eredmény | Ellenfél Eredmény | Helyezés |
| ----------- | ----------- | ------------------------------------------------------------------------------ | ---------- | ----------------- | ----------------- | ----------------- | ----------------- | ----------------- | -------- |
| Sara Kvernø | Női egyes   | J csoport · Szong Dzsihjon (KOR) · 8-21, 5-21 · Pui Yin Yip (HKG) · 8-21, 7-21 | 3.         | kiesett           | kiesett           | kiesett           | kiesett           | kiesett           | 33.      |

## Úszás
Férfi

| Versenyző     | Versenyszám | Előfutam | Előfutam | Előfutam | Elődöntő | Elődöntő | Elődöntő | Döntő   | Döntő    |
| Versenyző     | Versenyszám | Idő      | Hely.    | Össz.    | Idő      | Hely.    | Össz.    | Idő     | Helyezés |
| ------------- | ----------- | -------- | -------- | -------- | -------- | -------- | -------- | ------- | -------- |
| Lavrans Solli | 100 m hát   | 55,00    | 6.       | 26.      | kiesett  | kiesett  | kiesett  | kiesett | kiesett  |

Női

| Versenyző       | Versenyszám    | Előfutam | Előfutam | Előfutam | Elődöntő | Elődöntő | Elődöntő | Döntő   | Döntő    |
| Versenyző       | Versenyszám    | Idő      | Hely.    | Össz.    | Idő      | Hely.    | Össz.    | Idő     | Helyezés |
| --------------- | -------------- | -------- | -------- | -------- | -------- | -------- | -------- | ------- | -------- |
| Ingvild Snildal | 100 m pillangó | 59,01    | 7.       | 22.      | kiesett  | kiesett  | kiesett  | kiesett | kiesett  |
| Ingvild Snildal | 200 m pillangó | 2:10,99  | 1.       | 18.      | kiesett  | kiesett  | kiesett  | kiesett | kiesett  |
| Sara Nordenstam | 200 m mell     | 2:27,90  | 8.       | 23.      | kiesett  | kiesett  | kiesett  | kiesett | kiesett  |
| Sara Nordenstam | 400 m vegyes   | 4:51,28  | 5.       | 30.      | kiesett  | kiesett  | kiesett  | kiesett | kiesett  |

## Vitorlázás
Férfi

| Versenyző                              | Versenyszám     | Futam | Futam | Futam | Futam | Futam | Futam | Futam | Futam | Futam | Futam | Futam   | Pontszám | Helyezés |
| Versenyző                              | Versenyszám     | 1     | 2     | 3     | 4     | 5     | 6     | 7     | 8     | 9     | 10    | É       | Pontszám | Helyezés |
| -------------------------------------- | --------------- | ----- | ----- | ----- | ----- | ----- | ----- | ----- | ----- | ----- | ----- | ------- | -------- | -------- |
| Sebastian Wang-Hansen                  | Szörfvitorlázás | 19    | 17    | 31    | 18    | 18    | 20    | 19    | 18    | 25    | (32)  | kiesett | 185      | 24.      |
| Kristian Ruth                          | Laser           | 32    | 14    | 10    | 17    | 15    | 5     | (50*) | 24    | 8     | 20    | kiesett | 145      | 16.      |
| Eivind Melleby Petter Mørland Pedersen | Csillaghajó     | 7     | 5     | 2     | 4     | (16)  | 11    | 8     | 4     | 7     | 5     | 10      | 63       | 4.       |

Női

| Versenyző          | Versenyszám     | Futam | Futam | Futam | Futam | Futam | Futam | Futam | Futam | Futam | Futam | Futam   | Pontszám | Helyezés |
| Versenyző          | Versenyszám     | 1     | 2     | 3     | 4     | 5     | 6     | 7     | 8     | 9     | 10    | É       | Pontszám | Helyezés |
| ------------------ | --------------- | ----- | ----- | ----- | ----- | ----- | ----- | ----- | ----- | ----- | ----- | ------- | -------- | -------- |
| Jannicke Stålstrøm | Szörfvitorlázás | 21    | 17    | (24)  | 21    | 17    | 18    | 21    | 15    | 12    | 15    | kiesett | 157      | 19.      |
| Marthe Enger Eide  | Laser radial    | 30    | 24    | (32)  | 11    | 23    | 15    | 23    | 21    | 17    | 30    | kiesett | 194      | 23.      |

* - nem ért célba

## Vívás
Férfi

| Versenyző        | Versenyszám       | Selejtező         | 32-es főtábla                  | Nyolcaddöntő           | Negyeddöntő                 | Elődöntő                      | Bronz- mérkőzés   | Döntő                       | Helyezés |
| Versenyző        | Versenyszám       | Ellenfél Eredmény | Ellenfél Eredmény              | Ellenfél Eredmény      | Ellenfél Eredmény           | Ellenfél Eredmény             | Ellenfél Eredmény | Ellenfél Eredmény           | Helyezés |
| ---------------- | ----------------- | ----------------- | ------------------------------ | ---------------------- | --------------------------- | ----------------------------- | ----------------- | --------------------------- | -------- |
| Bartosz Piasecki | Párbajtőr, egyéni |                   | Gauthier Grumier (FRA) · 14-13 | Imre Géza (HUN) · 15-7 | Yannick Borel (FRA) · 15-14 | Csong Dzsinszon (KOR) · 15-13 |                   | Rubén Limardo (VEN) · 10-15 |          |